# 夏服 最後の日
「夏服 最後の日」（なつふくさいごのひ）は、日本のシンガーソングライターである杉山清貴の楽曲。
表題曲は、オリジナル・アルバム『彼方からの風』（1992年）の先行シングルとして、1992年8月25日にワーナーミュージック・ジャパンのembarkレーベルから14枚目のシングルとしてリリースされた。

## リリース
1992年8月25日にワーナーミュージック・ジャパンのembarkレーベルから、8cmCDのみでリリースされた。

## 収録曲
| 全作曲: 杉山清貴。 |                                     |           |            |          |      |
| #                  | タイトル                            | 作詞      | 作曲・編曲 | 編曲     | 時間 |
| 1.                 | 「夏服 最後の日」                   | 松井五郎  | 杉山清貴   | 小林信吾 | 5:00 |
| 2.                 | 「花と虹と星の街」                  | 杉山清貴  | 杉山清貴   | 杉山清貴 | 4:49 |
| 3.                 | 「夏服 最後の日」(ORIGINAL KARAOKE) |           | 杉山清貴   |          | 4:56 |
| 合計時間:          | 合計時間:                           | 合計時間: | 合計時間:  | 14:45    |      |

## 参加ミュージシャン
| 夏服 最後の日 - Keyboards: 小林信吾 - Programming: 浦田恵司 - Guitar: 大村憲司 - Background Vocals: 坪倉唯子, Suzanne Kim, 杉山清貴 | 花と虹と星の街 - All Instrumentals : 杉山清貴 - Keyboards: 有坂秀一 |

## リリース履歴
| No. | 日付          | レーベル                                | 規格  | 規格品番  | 備考 |
| --- | ------------- | --------------------------------------- | ----- | --------- | ---- |
| 1   | 1992年8月25日 | ワーナーミュージック・ジャパン / embark | 8cmCD | WPDL-4309 |      |